# Józef Jachowicz
Józef Jachowicz (16. března 1862 Strażów – 26. června 1941 Strażów) byl rakouský politik polské národnosti z Haliče, na počátku 20. století poslanec Říšské rady, v poválečném období poslanec polského Sejmu a polského senátu.

## Biografie
Pocházel z rodiny zemědělce. Byl katolického vyznání. Vystudoval nižší čtyřleté gymnázium a dva roky studoval na učitelském ústavu v Rzeszowě. Sloužil v armádě u 90. pěšího regimentu v poddůstojnické hodnosti (feldwebel). Angažoval se veřejně a politicky. Byl obecním radním v Strażówě, po více než třicet let byl i obecním starostou. Zastával funkci předsedy záložny v Krasne. Vlastnil zemědělskou usedlost v Strażówě V době svého působení v parlamentu je profesně uváděn jako statkář v Strażówě.
Působil také coby poslanec Říšské rady (celostátního parlamentu Předlitavska), kam usedl ve volbách do Říšské rady roku 1907, konaných poprvé podle všeobecného a rovného volebního práva. Byl zvolen za obvod Halič 47. Mandát obhájil ve volbách do Říšské rady roku 1911.
Uvádí se jako člen Polské lidové strany (Polskie Stronnictwo Ludowe). Od roku 1908 do roku 1913 byl členem předsednictva strany. Po rozkolu přešel do Polské strany lidové „Piast”, v jejímž vedení zasedal do roku 1918. Po volbách roku 1907 i 1911 byl na Říšské radě členem poslaneckého Polského klubu.
V roce 1918 byl členem polské likvidační komise v okrese Łańcut. Od roku 1919 do roku 1922 zasedal na ústavodárném polském Sejmu. Pak byl od roku 1922 do roku 1927 členem Polského senátu. Patřil do poslaneckého, později senátorského, klubu Polské strany lidové „Piast”.
Když v roce 1931 vznikla strana Stronnictwo Ludowe, stal se jejím členem a v období let 1933–1935 v ní zastával funkci člena předsednictva.